# ورم عيبي ليفي طفلي
الورم العيبي الليفي الطفلي هو ورم حميد نادر وغير مؤلم ينشأ عادةً في الأنسجة تحت الجلد للإبط أو الذراعين أو الأعضاء التناسلية الخارجية أو في مناطق أخرى مختلفة بشكل أقل شيوعًا. يُشخص لدى الأطفال الذين تقل أعمارهم عن سنتين عادةً أو، في نحو 20% من الحالات، ينشأ في الرحم ويُشخص لدى الرضيع عند الولادة.
تشمل الخلايا المشاركة في الورم العيبي الليفي الطفلي الخلايا الليفية اليافعة/الأرومات الليفية العضلية والخلايا الدهنية الناضجة والخلايا البدائية التي تظهر على شكل مغزل و/أو على شكل نجمة. وُصف الورم لأول مرة من قبل آر. دي. راي في عام 1956 وأطلق على الاضطراب اسم «الورم الليفي الطفلي تحت الجلد» واعتبره آفة ارتكاسية. في دراسة أجريت عام 1964 على 30 مريضًا، أعاد إف. إم إنزنغر تسمية المرض إلى الورم العيبي الطفلي؛ إذ اعتبره ورمًا عيبيًا (أي تشوه موضعي لأنواع مختلفة من الخلايا الطبيعية بسبب حالة وراثية جهازية) وليس آفة ارتكاسية. مع ذلك، وجدت الدراسات اللاحقة طفرات جينية في خلايا الورم العيبي الليفي الطفلي وخلصت إلى أنه ورم حقيقي، أي نمو للخلايا بشكل غير متناسق مع الأنسجة الطبيعية المحيطة واستمرارها في النمو بشكل غير طبيعي حتى إذا أُزيل المحفز الأصلي. في عام 2020، صنفت منظمة الصحة العالمية الورم العيبي الليفي الطفلي ضمن فئة الأورام الليفية والأورام الليفية العضلية الحميدة.
بشكل عام، الورم العيبي الليفي الطفلي حميد ولكنه قد يكون عدوانيًا أو ارتشاحًيا بشكل موضعي، وفي حالات غير شائعة، ينتج عنه أعراض مثل المضض. الاستئصال الجراحي هو العلاج المفضل للورم العيبي الليفي الطفلي.

## المظاهر السريرية
شملت أكبر دراسة حتى الآن 197 حالة من حالات الورم العيبي الليفي الطفلي. في هذه الدراسة، أظهر معظم الأفراد كتلة تحت الجلد تنمو ببطء وبدون أعراض، رغم أن هذه الكتل كانت في حالات نادرة تنمو بسرعة و/أو كانت مؤلمة وحارة و/أو مترافقة بتغيرات في الجلد واصطباغه وتضخم الغدد العرقية و/أو زيادة الشعر المتراكب على الورم. شُخصت 68% من هذه الحالات في السنة الأولى من العمر، وشُخصت 23% منها عند الولادة، بينما شُخصت 9% منها لدى الأطفال الذين تتراوح أعمارهم بين 2-5 سنوات. كانت نسبة الذكور إلى الإناث 2.4. كانت الأورام أكثر شيوعًا في الإبط (23% من الحالات) وأعلى الذراع (12.5%) وأسفل الذراع (10.5%) ومنطقة الأعضاء التناسلية الخارجية (9.5%) والمنطقة الأربية (7.5%)؛ بينما شملت المواقع الأقل شيوعًا أو النادرة لهذه الأورام الأرداف ومؤخرة الرأس ومؤخرة العنق ومؤخرة الجذع وأسفل الذراع والساق والقدم والصدر ومنطقة الشرج. تظهر معظم الحالات بكتل مفردة ولكن، ظهرت 3 حالات بها ورمين وحالة واحدة مترافقة بـ5 أورام. بشكل عام، تتراوح حجم هذه الأورام بين 4.0-0.5 سم وفي حالات نادرة، وصل حجمها إلى 20 سم. توافقت دراستان لاحقتان أجريتا على 145 و60 فردًا مع كل هذه النتائج، لكنها شخصت الورم العيبي الليفي الطفلي أيضًا لدى أفراد تبلغ أعمارهم 8 و14 عامًا، على التوالي. 

## العلاج والمآل
اتضح أن الأورام العيبية الليفية الطفلية، إذا تركت دون علاج، تنمو لمدة 5 سنوات تقريبًا بعد تشخيصها. العلاج المفضل لهذه الأورام هو الاستئصال الجراحي الكامل مع هوامش واضحة (أي إزالة جميع أنسجة الورم). بلغت معدلات عودة نمو الورم في موقع الاستئصال ضمن العديد من الدراسات نسبة 15% رغم أن المراكز المتخصصة أبلغت عن معدلات منخفضة لم تتجاوز نسبتها 1%. لا يحدث انبثاث لهذه الأورام (أي لا تنتشر إلى الأنسجة البعيدة) ويكوم مآلها ممتازًا على المدى الطويل.